# La Guerre des sept fontaines
Pour les articles homonymes, voir Sept Fontaines (homonymie).
La Guerre des sept fontaines est la dix-septième histoire de la série Johan et Pirlouit de Peyo. Elle est publiée pour la première fois du no 1094 au no 1139 du journal Spirou. Puis est publiée sous forme d'album en 1961.

## Résumé
Perdus dans une région aride et inhospitalière, Johan et Pirlouit passent la nuit dans un château abandonné. À minuit, résonne un son de cloche et apparaît devant eux le fantôme du seigneur du château mort depuis 100 ans, sire Aldebert de Baufort.
Le revenant, ne leur voulant aucun mal, raconte son histoire et la raison de sa présence : à cause de son goût trop prononcé pour le bon vin et d'un vœu stupide fait à une sorcière, les Sept fontaines fournissant l'eau au domaine se sont taries et le peuple est parti. À son trépas, Aldebert fut condamné par ses aïeux à rester entre la vie et la mort et à hanter le château toutes les nuits pour avoir laissé le chaos s'installer, et ce jusqu'à ce que son descendant légitime revendique le domaine, ce qui restera impossible si l'eau ne revient pas.
Grâce à la sorcière Rachel et aux Schtroumpfs, Johan et Pirlouit parviennent à faire revenir l'eau des Sept fontaines. Mais avant de pouvoir se mettre en quête du descendant d'Aldebert, arrive au château une douzaine de chevaliers portant le nom de Baufort (ou Beaufort). Chacun d'entre eux compte prendre exclusivement possession du domaine, ce qui les amène bien souvent à passer leur colère les uns sur les autres à coups de poing et d'épée.
Arrive aussi le serviteur de Jean de Baufort, le véritable descendant d'Aldebert qui réside chez son oncle à Besdorf, en Germanie voisine.
Aussitôt un conflit surgit entre les héros et les nouveaux arrivants, les premiers voulant rendre sa propriété à Jean de Baufort, les seconds complotant pour éliminer la descendance d'Aldebert afin de pouvoir se partager la région.
Jetés immédiatement en prison, Johan et Pirlouit parviennent à s'évader (en laissant toutefois le serviteur derrière eux) et à rejoindre Besdorf. Ils sont de nouveau incarcérés, car les hommes des usurpateurs parviennent à arriver avant eux, avec un faux parchemin écrit par le serviteur sous la contrainte et attestant de la culpabilité de Johan et Pirlouit. Malgré tout, ils racontent toute leur histoire à Jean de Baufort, la rendent crédible grâce au sceau des Baufort qu'Aldebert leur avait confié et prouvent leur innocence grâce à un stratagème forçant leurs ennemis à tout avouer.
Par la suite, Jean de Baufort et son armée, accompagnés de Johan et Pirlouit, font route vers le domaine des Sept fontaines pour réinvestir le château mais n'arrivent pas à prendre l'avantage sur leurs ennemis, ceux-ci se défendant farouchement. Le fantôme Aldebert leur vient alors en aide la nuit suivante pour hanter le château et en faire fuir tous les occupants. Les usurpateurs étant faits prisonniers (dans la même cellule, au grand amusement de Pirlouit qui leur joue un dernier mauvais tour) et Jean de Baufort ayant repris ses droits sur le domaine des Sept fontaines, le fantôme d'Aldebert peut enfin reposer en paix.

### Adaptation
- Cet album a été adapté dans la série animée Johan & Pirlouit apparue dans la série animée Les Schtroumpfs, diffusée pour la première fois en 1982 où trois schtroumpfs (Grand Schtroumpf, la Schtroumpfette et le Schtroumpf à lunettes) apparaissent dans l'épisode Le Château hanté.